# Lebo (Kansas)
Lebo – miasto położone w Hrabstwie Coffey w Stanach Zjednoczonych.